# Música-Musika
Música-Musika es un festival internacional de música celebrado de forma anual en Bilbao. La característica principal del Festival es su carácter temático ya que en cada una de sus ediciones las actuaciones se centran en una época, estilo o compositor concreto.
Cada edición atrae a un importante número de intérpretes y orquestas del más alto nivel de muy variada procedencia al Palacio Euskalduna, donde tiene lugar el evento a lo largo de la última semana de febrero o el primer fin de semana de marzo de cada año.
En el Festival además de contar con las numerosas actuaciones profesionales, también participan alumnos de varios conservatorios cuyas actuaciones son de acceso gratuito.

## Organización
El festival es organizado por la Fundación Bilbao 700 en colaboración con el Ayuntamiento de Bilbao y la Diputación Foral de Vizcaya. La Fundación Bilbao 700 trabaja desde el 15 de junio de 2000, momento en que se dio inicio a la celebración del 700 Aniversario de la Fundación de Bilbao, en la organización de numerosas actividades y en acercar a los ciudadanos la historia de la Villa y a impulsar la participación ciudadana en dichos actos.

## Últimas ediciones
A continuación se comentan los rasgos característicos del festival en sus últimas ediciones.

## Edición 2017: Bohemia
Esta edición tuvo lugar los días 2, 3, 4 y 5 de marzo, dedicando un total de 75 conciertos con repertorios de una selección de músicos de la región de Bohemia, una de las regiones históricas de la República Checa: Smetana, Dvořák, Janáček y Mahler.
Se mantuvo la iniciativa Auzoz Auzo para llevar la música a todos los barrios y como novedad, el cartel fue creado por una alumna de la asignatura de Diseño Gráfico de la facultad de Bellas Artes, gracias a una colaboración de la Universidad del País Vasco (UPV/EHU) con la Fundación Bilbao 700.

## Edición 2016: Puente para románticos
Esta edición tuvo lugar los días 4,5 y 6 de marzo, centrando su repertorio en los maestros románticos Schubert, Mendelssohn, Wagner y Richard Strauss a lo largo de 75 conciertos.
En esta edición presentó una gran novedad ya que se lanzó la iniciativa Auzoz Auzo, con el que se realizaron actuaciones en todos los barrios de Bilbao para que la música llegara a todos los distritos de la villa.

## Edición 2015: Haendel & Bach - Apasionados
Esta edición tuvo lugar los días 6,7 y 8 de marzo, volviendo su mirada al Barroco de la mano de Haendel y Bach pues en ellos se condensa todo el desarrollo y el significado de la música de la primera mitad del siglo XVIII. Coincidentes en muchos aspectos de sus vidas -alemanes los dos, nacidos el mismo año (1685), ambos compartieron también la misma fe religiosa e incluso la ceguera en la última etapa de sus vidas- sin embargo su obra es muy diferente.
Se dedicaron un total de 75 conciertos.

## Edición 2014: Beethoven y Brahms - Encuentro en Bilbao
Esta edición tuvo lugar los días 7,8 y 9 de marzo, dedicando un total de 80 conciertos a Beethoven y Brahms, dos grandes genios de la música alemana y universal.

## Edición 2013: Cruce de Miradas
Esta edición tuvo lugar los días 1,2 y 3 de marzo, dedicando un total de 70 conciertos y más de medio millar de artistas, presentando obras de compositores franceses y españoles que, en la segunda mitad del siglo XIX y hasta mediados del XX, se miraron y admiraron mutuamente creando una música extraordinaria, mezcla de nacionalismo e impresionismo, que sentaría las bases de la modernidad musical: Albeniz, Granados, Falla, Turina, Guridi, Rodrigo, Saint Säens, Fauré, Debussy, Ravel, Bizet y otros muchos como Lalo, Chausson, Chabrier, Poulenc, Sarasate, Toldrá, Almandoz y Guelbenzu.
También se presentaron obras de la expresión lírica española por excelencia: la Zarzuela, con la simbólica presencia de obras de Chueca, Chapí y Bretón, entre otros.

## Edición 2012: El esplendor ruso
Esta edición tuvo lugar los días 2,3 y 4 de marzo, dedicando 69 conciertos a los compositores más significativos del periodo musical del nacionalismo ruso en la segunda mitad del siglo XIX, y en concreto centrados en las sinfonías y la música de cámara de Chaikovski, Glinka, Borodin, Balákirev, Músorgski, Rimski-Kórsakov, Skriabin y Rajmáninov.

## Edición 2011: Wolfgang Amadeus Mozart
Esta edición tuvo lugar los días 4,5 y 6 de marzo dedicada a Wolfgang Amadeus Mozart (el compositor austriaco volvió a protagonizar esta edición como ya lo hiciera en 2002, entonces en compañía de la obra de Haydn). 66 conciertos con 500 músicos profesionales de prestigio internacional, que repasaron una parte del extenso trabajo creativo de Mozart, uno de los mayores genios musicales de todos los tiempos, interpretando desde sus grandes y conocidas sinfonías, hasta su obra concertante y de cámara.

## Edición 2010: Chopin y la Generación de 1810
Esta edición tuvo lugar los días 5, 6 y 7 de marzo dedicado al esplendor musical del Romanticismo a través de las composiciones de cuatro de sus más importantes símbolos: Chopin y Schumann (de los que ese año se celebraba su bicentenario), Mendelssohn y Liszt. Un total de 61 conciertos y cerca de 500 artistas recrearon el universo sonoro de una época y una generación fascinante, la de 1810.

## Edición 2009: Bach is Back
Esta edición tuvo lugar los días 5, 6, 7 y 8 de marzo y tuvo como protagonista al compositor barroco Johann Sebastian Bach. A lo largo del festival se ofrecieron 67 conciertos a través de los que se hace un recorrido por lo mejor de su extensa obra musical.

## Edición 2008: Schubert en Viena
El cartel de este año incluyó más de 63 conciertos entre el 28 de febrero y el 4 de marzo dedicados a las mejores obras del periodo vienés del compositor del siglo XIX austriaco Franz Schubert.

## Edición 2007: La Armonía de los Pueblos
En esta sexta edición del Festival Musika-Música se pretendió involucrar al público en el clima musical de la vieja Europa de finales del XIX y principios del XX. Una época impregnada por el romanticismo, las costumbres y los paisajes y que vinieron a marcar la creación de obras de variedad de estilos y gran vida interior.
Bajo el título “La Armonía de los Pueblos”, se incluyen un total de 55 conciertos en los que, más de 500 artistas de reconocido prestigio internacional, interpretaron las principales obras de los compositores que conforman el movimiento de Las Escuelas Nacionales.

## Edición 2006: La Armonía de las Naciones
El festival Musika-Música presenta en esta edición un programa de 54 conciertos de pago y 14 gratuitos. En el aspecto musical la edición se centra en la música barroca, predominantemente en Johann Sebastian Bach, Georg Friedrich Haendel y Antonio Vivaldi.